# هارولد هوارد
هارولد هوارد (بالإنجليزية: Harold Howard)‏ (و. 1958  م) هو لاعب جودو، ولاعب كاراتيه كندي، ولد في نيغارا فولز، أونتاريو.

## وصلات خارجية
- هارولد هوارد على موقع IMDb (الإنجليزية)
- هارولد هوارد على موقع قاعدة بيانات الفيلم (الإنجليزية)
- هارولد هوارد على موقع يو إف سي (الإنجليزية)
- هارولد هوارد على موقع شيردوغ (الإنجليزية)

- هارولد هوارد في قاعدة بيانات الأفلام على الإنترنت